# Io.js
io.js — npm-совместимая платформа, независимый форк платформы node.js, начатый в декабре 2014 года.
По сравнению с node.js, в нём был обновлен движок V8, исполняющий код JavaScript, благодаря чему доступны усовершенствования языка JavaScript, определённые в спецификации ECMAScript 6, такие как генераторы, промисы.
Форк был осуществлён некоторыми из основных разработчиков node.js, недовольными тем, как компания Joyent руководила проектом, и неготовностью компании принимать в проект вклад сторонних разработчиков, из-за чего проект почти не развивался с 2013 года. Другой причиной стала запутанность системы наименования версий Node.js, не соответствующая общепринятой модели semver.
io.js оказался более конкурентным по производительности и по скорости разработки. 13 мая 2015 года состоялось заседание технического комитета проекта, на котором принято решение о воссоединении с Node.js и дальнейшем совместном развитии под эгидой организации Node Foundation.
8 сентября 2015 года вышел Node.js v4.0.0 как результат слияния Node.js v0.12.7 и io.js v3.3.0.